# Jim Jefferies
Geoff James Nugent (Sydney, Ausztrália, 1977. február 14. –) ismertebb nevén Jim Jefferies amerikai-ausztrál stand-up komikus, színész, író. A Legit (2013-2014) és a The Jim Jefferies Show (2017-2019) című sorozatok alkotója és főszereplője.

## Élete
1977. február 14-én született Geoff James Nugent néven. Sydneyben nőtt fel, majd Perth-be költözött, hogy a Western Australian Academy of Performing Arts iskolában tanulhasson. Stand-upos karrierje azután kezdődött, miután elhagyta az akadémiát. Ezután Sydneybe, majd az Egyesült Királyságba költözött.
Két testvére van: Scott és Daniel.
Eleinte "Jim Jeffries" néven lépett fel, de nem sokkal később megváltoztatta a név írásmódját, mivel ezen a néven már létezett egy amerikai előadó. Karrierje kezdetén egysoros vicceket mesélt, majd anekdotákra váltott. 2007-ben figyeltek fel rá, amikor manchesteri fellépése során megtámadták. A baleset a 2008-as Contraband című DVD-jén is látható. Az Egyesült Államokban a 2009-es I Swear to God című különkiadása után vált ismertté.

## Magánélete
A Los Angeles-i Studio City-ben él. Korábban Kate Luyben színésznővel volt párkapcsolata, akitől 2012-ben fia született.
2018-ban amerikai állampolgár lett. Ateista.
2020 szeptemberében vette feleségül Tasie Lawrence színésznőt.

## Diszkográfia
- 2008: Hell Bound
- 2008: Contraband
- 2009: I Swear to God
- 2010: Alcoholocaust
- 2012: Fully Functional
- 2014: Bare
- 2016: Freedumb
- 2018: This Is Me Now
- 2020: Intolerant